# Jiří Jílek (politik)
Jiří Jílek (* 20. listopadu 1956) je český a československý politik, po sametové revoluci poslanec Sněmovny národů a Sněmovny lidu Federálního shromáždění za Občanské fórum, později za ODS.

## Biografie
Před listopadem 1989 byl zakladatelem EKOSEKCE Karlovy Vary a osoba samostatně výdělečně činná. Po sametové revoluci jedním z mluvčích KC OF Karlovy Vary.[zdroj?]
Ve volbách roku 1990 zasedl do české části Sněmovny národů Federálního shromáždění (volební obvod Západočeský kraj) za OF, kam nastoupil jako náhradník za odstoupivší Martu Kubišovou. Byl jedním ze spoluzakladatelů Meziparlamentního klubu demokratické pravice. Po rozkladu OF v roce 1991 přešel do poslaneckého klubu Občanské demokratické strany. Ve volbách roku 1992 přešel do Sněmovny lidu s počtem preferenčních hlasů 10,70 % . Ve Federálním shromáždění setrval do zániku Československa v prosinci 1992. Pocházel z Karlových Varů. Během působení ve federálním parlamentu se stal aktérem vnitrostranické aféry, kdy vyzval k tomu, aby z funkce náměstka českého ministra pro privatizaci odešel jeho stranický kolega Michal Soukup, který byl předtím předsedou karlovarské privatizační komise. Byl členem výboru pro životní prostředí a po volbách v roce 1992 členem hospodářského výboru.
Byl autorem návrhu na zákaz KSČ a jejích následovníků.
Po odmítnutí podpisu tzv. lustračního zákona vyzval v otevřeném dopisu Alexandra Dubčeka, aby odstoupil z funkce, předsedy Federálního shromáždění. V roce 1991 byl na studijním pobytu v USA pořádaném vládní agenturou USIA.[zdroj?]. V roce 1990 zabránil prodeji Divadla Vítězslava Nezvala v Karlových Varech neexistující společnosti YT&T Toronto (byla dvakrát zrušena pro neplacení daní).
V komunálních volbách roku 1994 kandidoval na nevolitelném místě do zastupitelstva Karlových Varů za ODS jako nezávislý.